# DDH
DDH er det tredje album fra det danske band De Danske Hyrder.
Det indeholder i alt 13 sange.
Albummet er udgivet i 2017 og indeholder blandt andet to af De Danske Hyrders top fem sange: 15 år og Rebber

## Trackliste
1. Smertestillende
2. Igen
3. Rebber
4. Hvorfor Så Gangster
5. 15 år
6. Floor
7. M.K.I.H.S.U.A.D
8. Spilletøs
9. Fucket mig op
10. Min Helt
11. Bare Drenge
12. Orkan
13. Inden Vi Tager Hjem